# Novák József (régész)
Novák József (Nyírmada, 1910. február 13. – Budapest, 1986. február 10.) tanár, régész, múzeumigazgató.

## Tanulmányai
A debreceni tudományegyetem Orvostudományi karán három és fél évet tanult, majd átiratkozott a Bölcsészeti Karra (1932) ahol régész (római régészet), majd latin-történelem szakos tanári diplomát szerzett. Doktori értekezését a várjobbágyság intézményéről írta. A debreceni tudományegyetem könyvtárában díjtalan gyakornok (1940).

## Munkahelyei
A kolozsvári egyetem Régészeti Tanszékén tanársegéd (1941), majd adjunktus (1942–1944). Az Erdélyi Nemzeti Múzeum anyagával Budapestre ment (1944). A szekszárdi múzeum igazgatója (1946–1951), emellett Tolna megye szabadművelési felügyelője volt egyidőben. A dombóvári Apáczai Csere János Tanítóképző tanára és megyei történelem szakfelügyelője (1952–1958). A Népművelési Intézet munkatára (1958–1980; nyugdíjba vonulásáig). Kolozsvárott és Tolna megye területén több ásatást vezetett. Kolozsvári éveiben Erdély történetével, Szekszárdon és Dombóváron a megye, illetve Szekszárd múltjával, valamint a Tanácsköztársaság művelődéspolitikájával foglalkozott. Dombóváron a tanítás mellett kedves költője, Horatius verseit fordította magyarra; fordításai könyv alakban is megjelentek (1957). A Népművelési Intézetben fő témája a művelődés- és népműveléstörténet volt, jelentősen hozzájárult a népművelőképzés kialakításához. A Hazafias Népfront Honismereti Bizottmányában haláláig a honismereti képzés, továbbképzés felelős irányítója volt. Írásai elsősorban a Kolozsvári Szemle, a Népművelési Értesítő, a Népművelés, a Honismeret és a Honismereti Híradó c. lapokban jelentek meg.

## Főbb művei
- Szekszárd város neve és eredete. (Szekszárd, 1949)
- A magyar népművelés története I. 1772-1919. (Egyetemi jegyzet, Budapest, 1975)
- Elgondolások a honismereti képzés és továbbképzés fejlesztéséről. (Honismeret, 1977. 6., 37-40.)
- A Tanácsköztársaság művelődéspolitikája. (Egyetemi jegyzet, Budapest, 1985.)